# 歌川芳信
歌川 芳信 （うたがわ よしのぶ、生没年不詳）とは、江戸時代の浮世絵師。

## 来歴
歌川国芳の門人、歌川の画姓を称し一礼斎、一慶斎と号す。『市中取締書留』所収の「浮世画工名前書」に俗名は芳兵衛、坂本町二丁目（現在の日本橋兜町）に住むとある。作画期は嘉永から文久の頃にかけてとされ、文久期に横浜絵を描いている。

## 作品
- 「農家養蚕の図」　大判錦絵　静岡県立中央図書館所蔵　※一礼斎芳信の落款
- 「亜墨利加」　大判錦絵　国立国会図書館所蔵　※文久元年、一慶斎芳信の落款
- 「和蘭陀」　大判錦絵　国立国会図書館所蔵　※同上
- 「清国南京人」　大判錦絵　国立国会図書館所蔵　※同上
- 「英吉利」　大判錦絵　国立国会図書館所蔵　※同上
- 「魯西亜」　大判錦絵　国立国会図書館所蔵　※同上